# 山豆根小煤炱
山豆根小煤炱（学名：Meliola euchrestae）是属于小煤炱目小煤炱科小煤炱属的一种真菌，寄生在山豆根属植物上。该种分布于台湾。